# Sztupnok
Sztupnok (horvátul: Brodski Stupnik,1890-ig Stupnik) falu és község Horvátországban, Bród-Szávamente megyében.

## Fekvése
Bródtól légvonalban 15, közúton 19 km-re nyugatra, Pozsegától   légvonalban 21, közúton 32 km-re délkeletre, Szlavónia középső részén, a Dilj-hegység lejtői alatt, az Újgradiskát Bróddal összekötő főút és a Zágráb-Vinkovci vasútvonal mentén fekszik. Itt halad át az A3-as autópálya. A község területe 56,83 négyzetkilométer. A nagyobbik, északi része hegyes, déli része pedig sík.

## A község települései
A községhez Sztupnok mellett Krajačići, Lovčić és Stari Slatinik települések tartoznak.

## Története
A településtől délre feltárt „Mrsunjski lug” nevű régészeti lelőhely leleteinek tanúsága szerint területe már a kora középkorban lakott volt. Az 1949-ben végzett feltárások során az itteni, egykor mocsaras területen a 10. és 13. század között lakott erődített település maradványait tárták fel. A mintegy 80 méteres átmérőjű település házai patkó alakban helyezkedtek el. A települést mintegy 12 méter széles védősánc övezte, ezt pedig árokkal vették körül. Házai fából és vályogból épültek. A nyomok arról árulkodnak, hogy tűz pusztította el.
Sztupnok első írásos említése 1358-ban „Stupnok” alakban történt. 1381-ben „Ztupnuk”, 1451-ben „Zthupnok”, 1483-ban „Zthwpnok” alakban említik a korabeli források. A Giletics (magyarosan Giletfy, vagy Geletfy) család birtoka volt. A török a környék településeivel együtt 1536-ban szállta meg. A török uralom idején a lakosság nagy része áttért az iszlám hitre. A megmaradt katolikus népesség a drenovaci plébániához tartozott. A felszabadító háborúk során a lakosság összetétele gyökeresen megváltozott. A muzulmán lakosság már 1657-ben elhagyta a települést, mely 1691-ben végleg felszabadult a török uralom alól. Ezt követően a kiürült településre részben Boszniából, részben Horvátország más részeiről katolikus horvátok települtek be. Lakói határőrök voltak, akik a gradiskai ezredhez tartoztak. Az egyházi vizitáció szerint 1730-ban a faluban 30 katolikus ház és a fából épített Szent Illés kápolna állt. 1760-ban 29 házában, 44 családban 212 lakos élt. 1761-ben említik, hogy a falu kápolnája dombom áll körülötte temetővel. 1764-ben Sztupnok a gradiskai határőrezred 2. századának székhelye lett. A századparancsnokság 1828-ban épített épülete ma is jó állapotban áll. A 18. század közepén megkezdődött az Újgradiskát Bróddal összekötő főút építése, melynek elkészülte után a környező falvak lakosságának nagy része a főút mellé települt át. Ekkor települt Sztupnok lakossága is a mai helyére, a főút mellé. Egyházilag 1766-ban a bučjei plébániától az oriovaci plébániához csatolták, melyhez egészen 1993-ig tartozott, amikor önálló plébánia lett. 1775-ben a mai templom helyén felépítették a Szent Illésnek szentelt fakápolnát. Lakói a mezőgazdaság mellett állattenyésztéssel, ezen belül a települést körülvevő tölgyerdők miatt főként sertéstenyésztéssel foglalkoztak.
Az első katonai felmérés térképén „Stupnik” néven található. Lipszky János 1808-ban Budán kiadott repertóriumában „Sztupnik” néven szerepel. Nagy Lajos 1829-ben kiadott művében „Sztupnik” néven 74 házzal, 369 katolikus és 28 ortodox vallású lakossal találjuk. A katonai közigazgatás megszüntetése után 1871-ben Pozsega vármegyéhez csatolták.
A településnek 1857-ben 382, 1910-ben 1172 lakosa volt. Az 1910-es népszámlálás szerint lakosságának 87%-a horvát, 10%-a szerb anyanyelvű volt. Pozsega vármegye Bródi járásának része volt. Az első világháború után 1918-ban az új szerb-horvát-szlovén állam, majd később (1929-ben) Jugoszlávia része lett. A település 1991-től a független Horvátországhoz tartozik. 1991-ben lakosságának 86%-a horvát, 6%-a szerb nemzetiségű volt. 2011-ben 1586 lakosa volt.

## Lakossága
| Lakosság változása | Lakosság változása | Lakosság változása | Lakosság változása | Lakosság változása | Lakosság változása | Lakosság változása | Lakosság változása | Lakosság változása | Lakosság változása | Lakosság változása | Lakosság változása | Lakosság változása | Lakosság változása | Lakosság változása | Lakosság változása |
| ------------------ | ------------------ | ------------------ | ------------------ | ------------------ | ------------------ | ------------------ | ------------------ | ------------------ | ------------------ | ------------------ | ------------------ | ------------------ | ------------------ | ------------------ | ------------------ |
| 1857               | 1869               | 1880               | 1890               | 1900               | 1910               | 1921               | 1931               | 1948               | 1953               | 1961               | 1971               | 1981               | 1991               | 2001               | 2011               |
| 382                | 421                | 480                | 724                | 901                | 1.172              | 1.097              | 1.206              | 1.350              | 1.440              | 1.534              | 1.573              | 1.557              | 1.636              | 1.772              | 1.586              |

## Gazdaság
A lakosság hagyományosan földműveléssel, állattartással, kertészettel és főként szőlőtermesztéssel foglalkozik. A sztupnoki hegy alatt a Zdjelarević család modern borászatot és szállodát épített. Emellett említésre méltó a Vinković és a Jurković család borászata is. A többi gazdasági vállalkozás közül megemlítendő a Hrvojević üzletközpont, a Janković malom és pékség, a Ribarska kuća motel, a HMD Vage d.o.o., a Plastiku-M, a Tias d.o.o. és a Servis M&M vállalkozások. A további 31 kisvállalkozó között kereskedők, vendéglátóipari, építőipari és szolgáltató jellegű vállalkozások találhatók.

## Nevezetességei
- Szent Illés próféta tiszteletére szentelt római katolikus plébániatemploma 1921-ben épült a régi fakápolna helyén. 1990 és 1993 között plébániatemplom céljára bővítették. A plébániát 1993-ban alapították.
- A Szent Klára kápolna 1930-ban épült a sztupnoki hegyen.
- A Szent Antal temetőkápolna 1939-ben épült a falu temetőjében.
- A sztupnoki hegyen álló Štrba-villa 1930 körül épült romantikus és szecessziós stílusban.
- A határőr századparancsnokság épülete 1828-ban épült.
- A régi iskola és közösségi ház épülete 1820 körül épült.
- A honvédő háborúban 9 helybeli fiatal esett el, emlékművük a temetőben áll.
- A településtől délkeletre található a „Mrsunjski lug” nevű régészeti lelőhely. Az 1949-ben végzett feltárások során az itteni, egykor mocsaras területen a 10. és 13. század között lakott, szabálytalan kör alaprajzú erődített település maradványait tárták fel. A települést sánccal és árokkal vették körül. Házai fából és vályogból épültek. A leletek között sok kerámiatöredék, kemence, fülbevalók, sarkantyúk, nyilak, különféle vaseszközök és vasszegek kerültek elő.[8][9]

## Kultúra
A község kulturális és művészeti egyesülete KUD „Zrinski” egyesület. 1971-ben alapították.

## Oktatás
A településen a Sztupnok-Oriovaci „dr. Stjepan Ilijašević” elemi iskola területi iskolája működik.

## Sport
- NK „Slavonac” Brodski Stupnik labdarúgóklub
- KK „Brodski Stupnik” kosárlabdaklub
- „Hwa Rang” Brodski Stupnik taekwondo klub
- ŠK „Brodski Stupnik” sakk-klub

## Egyesületek
A település önkéntes tűzoltóegyletét 1928-ban alapították.